# Репуш
Репуш (словен. Repuš) — поселення в общині Добє, Савинський регіон, Словенія. Висота над рівнем моря: 565,8 м.